# Borstvergroting

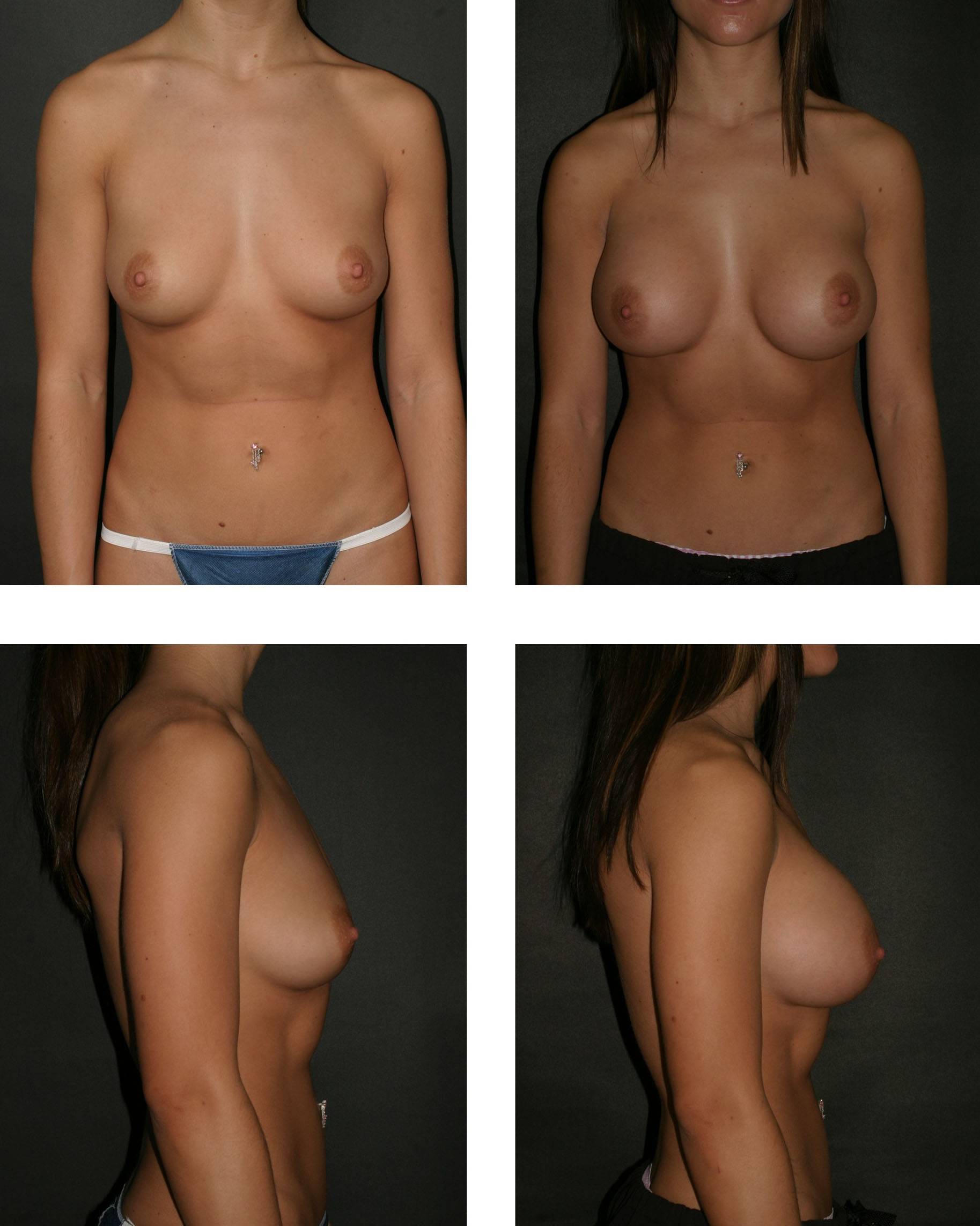
Voor (links) en na (rechts) een borstvergroting

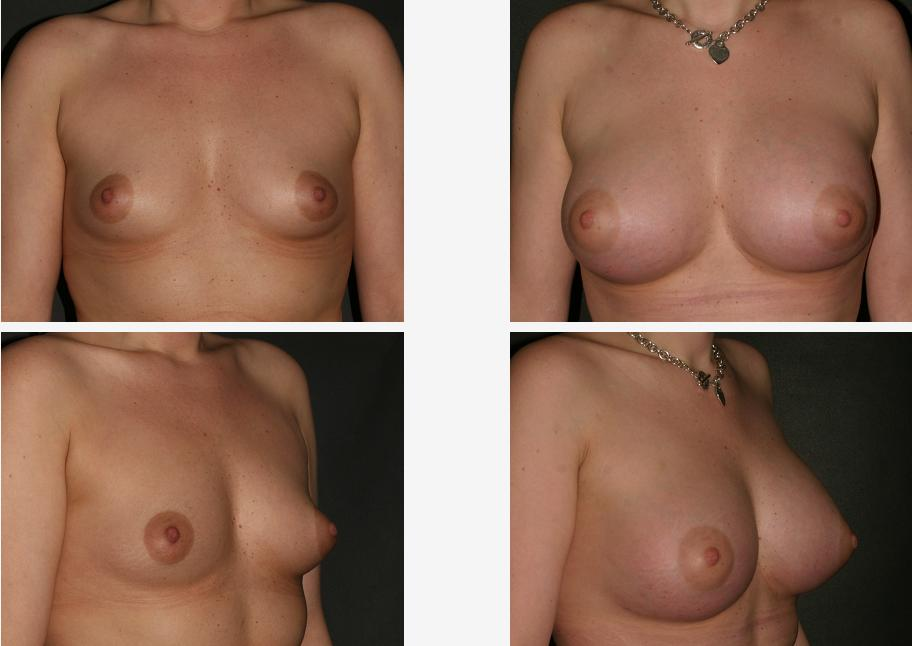
Voor-en-na een borstvergroting met lichaamseigen vet

Een borstvergroting is een ingreep in de plastische chirurgie waarbij men operatief borstimplantaten of lichaamseigen vetweefsel in de borsten aanbrengt en de vorm van de borsten wijzigt door mammoplastie. Een borstvergroting kan deel uitmaken van de plastische reconstructie na een borstamputatie (borstreconstructie), maar wordt meestal toegepast als een esthetische ingreep bij vrouwen die gezonde borsten hebben. Door de operatie krijgen zij grotere en vollere borsten, wat sommige mensen mooier of aantrekkelijker vinden.

## Methode
De procedure kan gepaard gaan met het gebruik van borstimplantaten. Deze kunnen gevuld zijn met siliconengel of bestaan uit een met zout water (fysiologische zoutoplossing) gevulde kunststof huls. Er bestaan ook implantaten waarvan de vullingsgraad kan worden veranderd door na de operatie nog vloeistof bij te spuiten. Siliconen voelen 'natuurlijker' aan, maar hebben het nadeel dat ze bij lekkage in het lichaam kunnen komen. In hoeverre dit schadelijk kan zijn is (anno 2006) onderwerp van debat. De FDA heeft siliconenimplantaten in 2006 weer goedgekeurd nadat ze (in de VS) in 1992 aanvankelijk van de markt waren gehaald. In sommige gevallen kunnen borstimplantaten mogelijk leiden tot problemen bij het zogen van baby's.

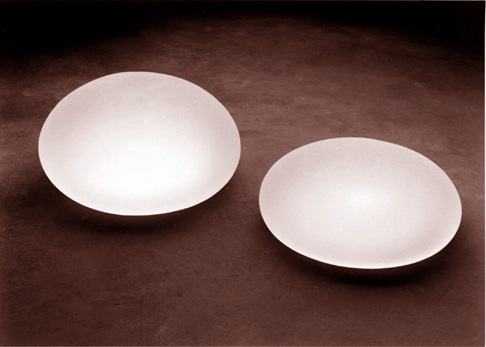
Met zoutoplossing gevulde implantaten
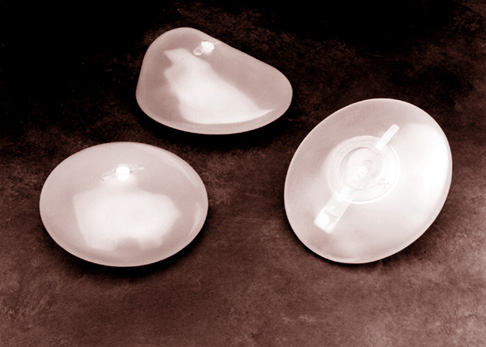
Met siliconengel gevulde implantaten

Er zijn verschillende chirurgische benaderingen mogelijk. De meest gebruikte zijn via de oksel, door een incisie langs de onderrand van de tepel, of door een incisie in de plooi onder de borst, omdat deze de minst opvallende littekens geven. Een (zonder kleren) geheel onzichtbare borstvergroting is echter nauwelijks mogelijk.
Naast zuivere volumevergroting wordt er vaak ook tegelijkertijd gestreefd naar een betere symmetrie en/of vorm van de borsten. De ingreep kan in geval van vergevorderde ptose gecombineerd worden met een mastopexie, waardoor de borsten niet alleen voller zijn, maar ze zich ook opnieuw op een hoger punt op de borstkas bevinden en de tepel weer centraal staat.

## Populariteit
Borstvergroting is een ingreep die in de eenentwintigste eeuw sterk in populariteit is toegenomen.
Ook mannen die meer indruk willen maken met de grootte van hun borstspieren laten soms kunstmatige opvullingen aanbrengen.

## Risico's
De ingreep voor borstvergroting is niet onomstreden. Vooral het effect van siliconenprotheses op de gezondheid is veelvuldig een thema.